# Stazione di Pontecosi
Stazione di Pontecosi 2002-ben bezárt vasútállomás Olaszországban, Pieve Fosciana településen.

## Vasútvonalak
Az állomást az alábbi vasútvonalak érintették:
- Aulla Lunigiana–Lucca-vasútvonal

## Kapcsolódó állomások
A vasútállomáshoz az alábbi állomások vannak a legközelebb:
- Stazione di Villetta San Romano
- Stazione di Castelnuovo di Garfagnana